# Gordana Siljanovska-Davkova

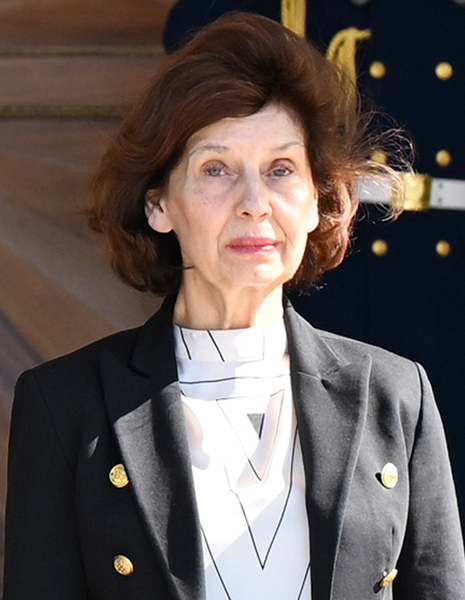
Gordana Siljanovska-Davkova (2025)

Gordana Siljanovska-Davkova (* 11. Mai 1953 in Ohrid, Föderative Volksrepublik Jugoslawien) ist eine nordmazedonische Juristin und Politikerin. Seit Mai 2024 ist sie Präsidentin Nordmazedoniens. Zuvor war sie Professorin der Rechtswissenschaft an der Universität Skopje.

## Leben und Karriere
Gordana Siljanovska-Davkova wurde im westmakedonischen Ohrid 1953 geboren. 1993 schloss sie ihre Ausbildung an der Universität Ljubljana als PhD ab. Bereits Anfang der 1990er-Jahre war sie Mitglied einer Expertengruppe auf der Genfer Jugoslawienkonferenz.
Als 1990 in der jugoslawischen Teilrepublik SR Mazedonien das Mehrparteiensystem eingeführt wurde, wurden die politischen Organisationen des alten Systems umgestaltet. Gordana Siljanovska-Davkova gehörte der Sozialdemokratischen Liga Mazedoniens an, welche sich für den Verbleib Jugoslawiens einsetzte und ein unabhängiges Mazedonien zunächst ablehnte. Im Zuge der Parlamentswahlen von 1990 äußerte Siljanovska-Davkova in einer politischen Debatte die Ansicht, „dass es für Jugoslawien besser sei, als Staat zu überleben.“ In der Debatte hatte sich Siljanovska-Davkova auch gegen den Parteichef der VMRO-DPMNE Ljubčo Georgievski gestellt und sich über sein Konzept einer „souveränen mazedonischen Wirtschaft“ lustig gemacht.
Von 1990 bis 1992 war sie Mitglied der Verfassungskommission des Parlaments von Nordmazedonien.
In der Politik war sie von 1992 bis 1994 als Ministerin ohne Portfolio Teil der ersten Regierung von Branko Crvenkovski (Sozialdemokratische Liga Mazedoniens). In den Jahren danach war sie UN-Expertin und Vizepräsidentin der Unabhängigen Lokalregierungsgruppe des Europarats. Sie war zudem Mitglied der Venedig-Kommission (2008–2016) und engagierte sich in den Unterkommissionen für Demokratische Institutionen, Justiz, Lateinamerika und dem Rat für Verfassungsgerichtsbarkeit. In den folgenden Jahren baute sie ihre akademische Laufbahn an der Universität Skopje weiter aus. Sie ist Autorin von etwa 200 wissenschaftlichen Arbeiten zum Verfassungsrecht und zum politischen System. In der Auseinandersetzung um den Namensstreit mit Griechenland äußerte sie öffentlich die Ansicht, dass ihr Heimatland keinerlei Zugeständnisse gegenüber dem südlichen Nachbarn machen sollte. Als öffentliche Persönlichkeit lehnte sie auch die Annahme und Umsetzung der Gesetzgebung zur Verwendung der albanischen Sprache ab.
Sie nahm an den Präsidentschaftswahlen 2019 und 2024 als Kandidatin der nationalistischen VMRO-DPMNE teil und trat beide Male in der Stichwahl gegen Stevo Pendarovski an. Im Wahlkampf 2024 äußerte sie sich ähnlich wie die VMRO-DPMNE gegen die Einhaltung des Vertrags von Prespa, der den Namensstreit mit Griechenland regelte und gegen den Freundschaftsvertrag mit Bulgarien, der 2018 die Beziehungen zum östlichen Nachbarn normalisieren sollte. Sie sprach sich zudem gegen Verfassungsänderungen aus, die der bulgarischen Minderheit im Land die gleichen Rechte wie anderen Minderheiten verschaffen sollte. 2024 wurde sie mit 65,14 % der abgegebenen Stimmen und bei einer Wahlbeteiligung von 47,47 % zur ersten Frau im Amt des Präsidenten Nordmazedoniens gewählt.
Bei ihrer Amtseinführung am 12. Mai 2024 zur Präsidentin Nordmazedoniens sorgte Siljanovska-Davkova für einen Eklat, nachdem sie statt „Nordmazedonien“, wie das Land seit dem Prespa-Abkommen mit Griechenland heißt, in ihrem Amtseid den alten Landesnamen „Mazedonien“ benutzte. Die anwesende griechische Botschafterin Sophia Philippidou verließ daraufhin aus Protest demonstrativ den Saal. Sowohl das griechische Außenministerium als auch EU-Kommissionspräsidentin Ursula von der Leyen kritisierten Siljanovska-Davkova und machten auf die Gefährdung der bilateralen Beziehungen sowie der Einhaltung getroffener Vereinbarungen (Prespa-Vertrag) aufmerksam.
Am 23. und 24. Mai 2024 fand ihre erste Auslandsreise als Präsidentin Nordmazedoniens im Vatikan und Rom (Italien) statt, wo sie die staatskirchliche Delegation für die Feierlichkeiten zu den Heiligen Kyrill und Method leitete. Zur Feier der slawischen Apostel Kyrill und Method am 24. Mai 2024 besuchte Siljanovska-Davkova das Grab des Heiligen Kyrill in der Kirche San Clemente in Rom. Zudem besuchte sie die Basilika Santa Maria Maggiore, wo sie zu Ehren der Heiligen Kyrill und Method einen Kranz an der Tafel mit einer mazedonischen Inschrift niederlegte. Auf dem Kranz fehlte jedoch der Name des Landes, was bei den oppositionellen Politikern in Nordmazedonien für Kritik sorgte. Ihr wird nach ihrem Amtsantritt als Präsidentin vorgeworfen, dass sie den Staatsnamen „Nordmazedonien“ um jeden Preis vermeide.